# Campioni italiani assoluti di atletica leggera - Eptathlon femminile
Questa pagina raccoglie un elenco di tutte le campionesse italiane dell'atletica leggera nell'eptathlon, specialità che entrò nel programma dei campionati nel 1980. Fino al 1979 si gareggiava per il titolo nel pentathlon.

## Albo d'oro
| Anno | Atleta (società)                                   | Prestazione |
| ---- | -------------------------------------------------- | ----------- |
| 1980 | Barbara Bachlechner ?                              | 5 131 p.    |
| 1981 | Gabriella Pizzolato ?                              | 5 002 p.    |
| 1982 | Alessandra Becatti ?                               | 5 316 p.    |
| 1983 | Katia Pasquinelli ?                                | 5 352 p.    |
| 1984 | Esmeralda Pecchio ?                                | 5 606 p.    |
| 1985 | Katia Pasquinelli ?                                | 5 625 p.    |
| 1986 | Claudia Del Fabbro ?                               | 5 441 p.    |
| 1987 | Stefania Frisiero ?                                | 5 509 p.    |
| 1988 | Herta Steiner ?                                    | 5 570 p.    |
| 1989 | Herta Steiner ?                                    | 5 569 p.    |
| 1990 | Ifeoma Ozoeze ?                                    | 5 696 p.    |
| 1991 | Claudia Del Fabbro ?                               | 5 685 p.    |
| 1992 | Giuliana Spada Edera Atletica Forlì                | 5 991 p.    |
| 1993 | Giuliana Spada Edera Atletica Forlì                | 5 962 p.    |
| 1994 | Karin Periginelli Team Atletica Marche             | 5 936 p.    |
| 1995 | Giuliana Spada Edera Atletica Forlì                | 6 135 p.    |
| 1996 | Giuliana Spada Edera Atletica Forlì                | 6 133 p.    |
| 1997 | Gertrud Bacher Sportverein Lana Raika              | 5 712 p.    |
| 1998 | Gertrud Bacher Sportverein Lana Raika              | 6 011 p.    |
| 1999 | Karin Periginelli Team Atletica Marche             | 5 594 p.    |
| 2000 | Karin Periginelli Team Atletica Marche             | 5 568 p.    |
| 2001 | Gertrud Bacher Sportverein Lana Raika              | 5 663 p.    |
| 2002 | Gertrud Bacher Sportverein Lana Raika              | 5 746 p.    |
| 2003 | Gertrud Bacher Sportverein Lana Raika              | 6 133 p.    |
| 2004 | Silvia Dalla Piana Fondiaria SAI Atletica          | 5 920 p.    |
| 2005 | Elisa Trevisan Gruppo Sportivo Fiamme Azzurre      | 5 744 p.    |
| 2006 | Elisa Trevisan Gruppo Sportivo Fiamme Azzurre      | 5 807 p.    |
| 2007 | Elisa Trevisan Gruppo Sportivo Fiamme Azzurre      | 5 690 p.    |
| 2008 | Francesca Doveri Centro Sportivo Esercito          | 5 673 p.    |
| 2009 | Cecilia Ricali Gruppo Sportivo Fiamme Azzurre      | 5 409 p.    |
| 2010 | Francesca Doveri Centro Sportivo Esercito          | 5 668 p.    |
| 2011 | Elisa Trevisan Gruppo Sportivo Fiamme Azzurre      | 5 649 p.    |
| 2012 | Elisa Trevisan Gruppo Sportivo Fiamme Azzurre      | 5 574 p.    |
| 2013 | Carolina Bianchi Atletica Lugo                     | 5 259 p.    |
| 2014 | Flavia Nasella ACSI Italia Atletica                | 5 468 p.    |
| 2015 | Federica Palumbo Unione Sportiva Sangiorgese       | 5 385 p.    |
| 2016 | Federica Palumbo Unione Sportiva Sangiorgese       | 5 252 p.    |
| 2017 | Sveva Gerevini Cremona Sportiva Atletica Arvedi    | 5 420 p.    |
| 2018 | Sveva Gerevini Cremona Sportiva Atletica Arvedi    | 5 322 p.    |
| 2019 | Sveva Gerevini Cremona Sportiva Atletica Arvedi    | 5 907 p.    |
| 2020 | Sveva Gerevini Cremona Sportiva Atletica Arvedi    | 5 741 p.    |
| 2021 | Marta Giovannini Atletica Livorno                  | 5 496 p.    |
| 2022 | Marta Giovannini Atletica Livorno                  | 5 425 p.    |
| 2023 | Scilla Benussi Atletica Riviera del Brenta         | 5 334 p.    |
| 2024 | Sara Chiaratti Atletica Libertas Unicusano Livorno | 5 587 p.    |
| 2025 | Sara Chiaratti Atletica Libertas Unicusano Livorno | 5 587 p.    |